# Kleine große Stimme
Kleine große Stimme (Eigenschreibweise: Kleine Grosse Stimme) ist ein deutsch-österreichisches Filmdrama, das unter der Regie von Wolfgang Murnberger 2015 gedreht wurde. Es feierte am 8. Dezember 2015 im ORF 2 seine Premiere. Am 30. Dezember 2015 wurde der Film in der ARD ausgestrahlt.

## Handlung
Es ist 1955. Der knapp zehnjährige Benedikt wächst bei seinen Großeltern in einem kleinen Dorf in Niederösterreich auf. Er ist das Kind einer Österreicherin und eines US-amerikanischen schwarzen Besatzungssoldaten. Seine Mutter starb, als er vier Jahre alt war, seinen Vater hat er nie kennen gelernt. Er muss bereits in jungen Jahren Intoleranz und rassistische Anfeindungen erleben, nicht nur von Gleichaltrigen, sondern auch von seinem Großvater, der im Zweiten Weltkrieg von einem US-Geschoss verwundet worden ist.
Benedikt hat einen Traum: Er möchte in die USA, um dort nach seinem Vater zu suchen. Und um dies zu erreichen, will er Teil des Ensembles der in aller Welt gastierenden Wiener Sängerknaben werden. Er reißt aus und fährt mit dem Zug nach Wien. Er wird zwar aufgrund seiner außergewöhnlich klaren und hohen Stimme im Chor aufgenommen, doch auch hier stößt er auf allerlei Widerstände. Zum einen möchte der konservative Präfekt Hans Roschek keinen „Neger“ im Chor dulden, zum anderen wird Benedikt von Kurt, dem ältesten Chormitglied, angefeindet, der befürchtet, dass ihm Benedikt seinen Part als Solosänger streitig machen könnte.
Psychischen Halt gibt Benedikt der jüdische Kapellmeister Max Goldberg und auch dessen Vater Siegfried, den Benedikt zufällig kennen lernt. Auch dieser ist auf der Suche nach einem geliebten Menschen: Er vermisst seine Frau und hofft immer noch, sie eines Tages wiederzusehen, nicht ahnend, dass sie von den Nationalsozialisten erschossen wurde.
Der alte Mann will Benedikt helfen und geht mit ihm ins US-Hauptquartier, um nach Benedikts Vater zu fragen. Da sie ein Foto zurücklassen, das seine Mutter mit seinem Vater zeigt, wird der aus Alabama stammende Jerry Delgado auf Benedikt aufmerksam.
Inzwischen hat Kurt seine Einstellung gegenüber Benedikt geändert. Er sieht ihn nicht länger als Rivalen und überlässt ihm die Hauptrolle in dem bevorstehenden wichtigen Auftritt der Wiener Sängerknaben. Vor versammeltem Publikum singt Benedikt nun in Abänderung des Programms das Lied seines Vaters, das ihm seine Mutter immer vorgesungen hatte. Das Konzert wird ein großartiger Erfolg und es stellt sich heraus, dass Jerry, Benedikts Vater, im Publikum anwesend ist, sodass der Junge seinen Vater zum ersten Mal trifft.

## Hintergrundinformationen
Wenngleich die Geschichte um Benedikt fiktiv ist, schildert sie doch den realen Alltag von Kindern von Besatzungssoldaten und Österreicherinnen, auf denen in den 1950er Jahren oft ein Stigma lag und die von Klassenkameraden oft ausgegrenzt wurden.

## Produktion
Die Dreharbeiten fanden von März bis April 2015 in Wien und Niederösterreich statt. 
Produziert wurde der Film von der österreichischen Mona Film und der deutschen Tivoli Film der Produzenten Thomas Hroch und Gerald Podgornig im Auftrag von Österreichischem und Bayerischem Rundfunk (ARD Degeto), unterstützt vom Fernsehfonds Austria und dem Filmfonds Wien. 
Für das Szenenbild zeichnete Maria Gruber verantwortlich, für die Kostüme Martina List, für Ton und Sounddesign Heinz K. Ebner und Matthias Kassmannhuber, für die Maske Michaela Payer und Reinhard Kirnich und für das Casting Eva Roth.
Es sangen die Wiener Sängerknaben, die Musik wurde vom ORF Radio-Symphonieorchester Wien eingespielt.

## Kritik
Die Frankfurter Allgemeine Zeitung urteilte, dass der Film „des Sentimentalen zu viel“ sei. Es handele sich um eine „Schablonensammlung aus dem Setzkasten des Heimatkitsches“ und zu oft müssten die Schauspieler „Integrationsreden von heute im Wien von damals aufsagen“.
Die Frankfurter Rundschau hingegen attestierte dem Film, er habe „durchaus das Zeug dazu, [...] zu einem Klassiker für die Weihnachtszeit zu werden“. Die Handlung sei „bewegend, aber nie sentimental oder kitschig“.
Die Deutsche Presse-Agentur beschrieb den Film als „gefühlvoller Familienfilm, der auch schwierige Themen anpackt“ und als „freundliche Familienunterhaltung zur Weihnachtszeit“.